# Krivi Put
Krivi Put falu Horvátországban, Lika-Zengg megyében. Közigazgatásilag Zengghez tartozik.

## Fekvése
Zengg központjától 8 km-re (közúton 15 km-re) északkeletre, a tengerparttól 7 km-re, a Velebit-hegység területén fekszik. Szétszórt település számos kis házcsoporttal, melyeket kövér legelők, mezők, rétek és erdők vesznek körül.

## Története
A település akkor keletkezett amikor 1605-ben Hercegovinából a török terjeszkedés elől menekülő bunyevácok érkeztek Zenggbe, majd a következő években a Zrínyiek engedélyével Lika területén több települést is alapítottak. Krivi Put az elsőként alapított települések egyike volt. Innen alapították később a közeli Veljun, Serdari, Alan, Krmpote és Podbilo falvakat. Ez a Ledenicától Zenggig terjedő terület korábban a svetojakovski (szentjakabi), illetve a krmpostki (krmpoti) vidék nevet viselte. A helyi legenda szerint a Krivi Put (kanyargós út) elnevezés onnan származik, hogy amikor a zenggi hegyek között az újonnan érkezettek lovai a már korábban itt haladó lovak által kitaposott kanyargós ösvényekre tértek eltévedtek. A hagyomány szerint egyikük keresése közben a bunyevácok figyelmeztettek ezeknek hegyeknek a kanyargós útjaira, mely elnevezés úgy megmaradt a nép ajkán, hogy a város közelében fekvő krmpoti határt Krivi Putnak nevezték el. Lakói ahogy ma is főként az állattartásból éltek, de számuk az egykori több mint háromezerről alig pár százra csökkent.
Plébániatemplomuk a szomszédos Podbilo nevű településen áll, a Havas Boldogasszony tiszteletére van szentelve. A templomot 1733-ban az egyházlátogatáskor említi először Benzoni zenggi püspök és azt írja, hogy jó állapotú, mert teljesen felépült. A hagyomány úgy tartja, hogy azért szentelték a Havas Boldogasszony tiszteletére, mert egy alkalommal itt augusztus 5-én hó esett. Havas Boldogasszony ünnepén minden év augusztus 5-én ma is a világ minden részéről összegyűlnek a krivi putiak. A templom 1789-től lett plébánia székhelye. 1790-re azonban már kicsinek bizonyult, ezért új templom építését kezdték el, mely a plébánia épületével együtt 1794-ben készült el. A 19. században tovább nőtt a lakosság száma, ezért 1856-ban új, nagyobb templomot kellett építeni. Az építés idejét a homlokzaton elhelyezett tábla rögzíti. Ez már sorrendben a harmadik, ma is álló templom ezen a helyen. A templomot 1910-ben újra bővíteni kellett, ekkor a régi szentélyt bontották el és néhány méterrel hosszabbat építettek helyette. A falunak 1857-ben 1353, 1910-ben 593 lakosa volt. A trianoni békeszerződésig Lika-Korbava vármegye Zenggi járásához tartozott. Ezt követően előbb a Szerb–Horvát–Szlovén Királyság, majd Jugoszlávia része lett. Jugoszlávia felbomlása után 1991-ben a független Horvátország része lett. 2011-ben mindössze 34 lakosa volt, akik főként állattartással, földműveléssel és idénymunkákkal foglalkoztak.

## Lakosság
| Lakosság változása | Lakosság változása | Lakosság változása | Lakosság változása | Lakosság változása | Lakosság változása | Lakosság változása | Lakosság változása | Lakosság változása | Lakosság változása | Lakosság változása | Lakosság változása | Lakosság változása | Lakosság változása | Lakosság változása | Lakosság változása |
| ------------------ | ------------------ | ------------------ | ------------------ | ------------------ | ------------------ | ------------------ | ------------------ | ------------------ | ------------------ | ------------------ | ------------------ | ------------------ | ------------------ | ------------------ | ------------------ |
| 1857               | 1869               | 1880               | 1890               | 1900               | 1910               | 1921               | 1931               | 1948               | 1953               | 1961               | 1971               | 1981               | 1991               | 2001               | 2011               |
| 1353               | 2095               | 1967               | 543                | 469                | 593                | 495                | 526                | 372                | 388                | 340                | 211                | 110                | 93                 | 58                 | 34                 |

## Nevezetességei
- Havas Boldogasszony tiszteletére szentelt plébániatemplomát[4] 1856-ban építették. A templom az Alan, Podbilo és Zengg felé vezető utak kereszteződésében áll. Az építés idejét a homlokzaton elhelyezett tábla jelöli. Szentélyét 1910-ben hosszabbították. Az új oltár építése 1934-ben fejeződött be, oltárképét 1881-ben festették. 1964-ben a tetőzetet cserélték és Galović plébános idejében (1973-1985) a sekrestye fölé kis paplakást emeltek. A templom mellett bolt és vendéglő áll. Aszfaltos út vezet innen északra Alan faluba.
- Havas Boldogasszony ünnepén minden év augusztus 5-én a világ minden részéről összegyűlnek a krivi putiak. A nap misével kezdődik, majd a közeli temetőben és baráti összejövetelekkel folytatódik. A napot éjszakába nyúló mulatság zárja.
- Alan falu alatt a „Krvava kota“ nevű helyen az út jobb oldalán partizánemlékmű áll annak a harcnak az emlékére, amit Alan, Krmpot és a környező falvak lakói 1941 és 1945 között vívtak a megszállók ellen.